# 阪急阪神百貨店
株式会社阪急阪神百貨店（はんきゅうはんしんひゃっかてん、英: Hankyu Hanshin Department Stores, Inc.）は、大阪府大阪市北区梅田に本社を置く、エイチ・ツー・オー リテイリング傘下の百貨店運営企業である。電鉄系百貨店の「阪急百貨店」と「阪神百貨店」を運営する企業である。
阪急阪神東宝グループを構成する企業の一つである。同じ阪急阪神東宝グループの構成企業である東宝、阪急電鉄、阪急阪神ホテルズ、阪急阪神不動産と共にみどり会の会員企業であり三和グループに属している。

## 概要
2008年10月1日に株式会社阪急百貨店と株式会社阪神百貨店が合併して誕生した。阪急・阪神の両百貨店とも大阪の梅田に本店を構える。福岡・博多や東京の有楽町などにも店舗があるが、親会社のエイチ・ツー・オー リテイリングと同様、「関西ドミナント戦略」を採っている。「阪急」の大半と「阪神」のすべての店舗が、百貨店の母体となった阪急電鉄や阪神電気鉄道（阪神電鉄）の沿線である、大阪府と兵庫県の阪神間・北摂の一部エリアに多数立地する。
また、大都市圏のみに展開しているので、地域子会社等が運営する店舗も現在は存在せず、日本国内の阪急百貨店と阪神百貨店はすべて当社の直営店となっている。ただし、JR東日本グループが運営する百貨店「グランデュオ」に、親会社のエイチ・ツー・オー リテイリングが一部出資している。海外事業に関しては、中華人民共和国で親会社や阪急阪神ホールディングスなどの共同出資で2021年から浙江省寧波市に「寧波阪急」を開業した。

## 歴史

### 阪急・阪神経営統合による会社発足

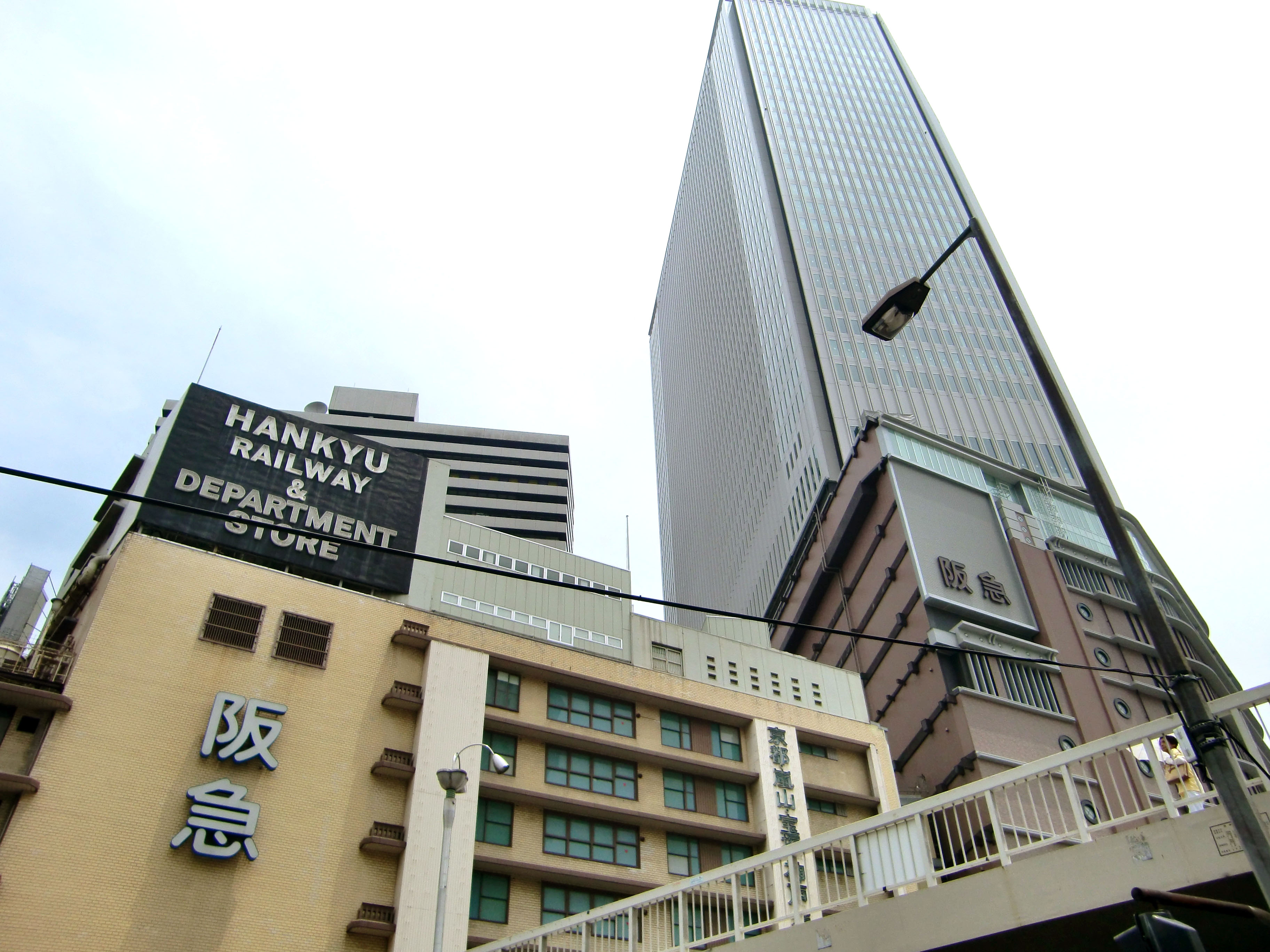
会社発足時、建て替え中だった阪急うめだ本店（2009年6月26日撮影）
写真右側の第一期分が先行開業した際の模様

2006年10月1日に行われた阪急・阪神経営統合に伴い、株式会社阪急百貨店と株式会社阪神百貨店（阪神電気鉄道の100%子会社）の連携が模索された。その結果、2007年10月1日に阪急百貨店（初代）を持株会社「エイチ・ツー・オー リテイリング」に改編し、新設された株式会社阪急百貨店（2代目）と阪神百貨店が傘下に入る形で経営統合した。
続いて2008年10月1日に阪急百貨店（2代目）と阪神百貨店が、阪急百貨店を存続会社として合併し、株式会社阪急阪神百貨店が設立された。本社オフィス「阪急百貨店香養会館」や登記上の本店も阪急百貨店から引き継がれたが、2022年に阪神百貨店梅田本店などが入居する大阪梅田ツインタワーズ・サウスの上層階に親会社のエイチ・ツー・オーリテイリングと共に本社を移転した。そのため、現在は阪神百貨店の本社と同じ地点に本社を構えている（後述）。

### 店舗のスクラップ&ビルド
縮小する百貨店業界において、当社も店舗の撤退を進めている。2010年に四条河原町阪急を閉鎖した。2012年にはハーバーランドの神戸阪急を閉鎖し、一度神戸市から撤退した。2000年代に開業した中小型店であるさんのみや・阪神食品館、堺北花田阪急や三田阪急も2010年代後半から2020年代前半までの間に撤退した。
しかし、日本国内での新店舗出店も行っている。2008年には阪急西宮ガーデンズの核テナントである西宮阪急、2011年にはJR博多シティ（博多駅）の核テナントである博多阪急を開業し、複合商業施設との連携による出店を進めた。また、2016年にはセブン&アイ・ホールディングスとの間でそごう・西武の関西3店舗の譲渡構想を進めた結果、2017年にはそごう神戸店と西武高槻店をエイチ・ツー・オー アセットマネジメントが譲受し、2019年10月5日から神戸阪急と高槻阪急として営業している。これにより、神戸市の都心と京阪間において店舗を復活させた。
現在、社内売上高1位は阪急うめだ本店で、売上高2位は阪神梅田本店といずれも梅田の本店で、会社発足時と変わらない。しかし、売上高3位から6位の店舗は統合後に阪急百貨店として開業した店舗やそごう・西武から引き継いだ店舗であり、統合直後とは様相が大きく変化している。

### 阪神百貨店梅田本店の建て替え

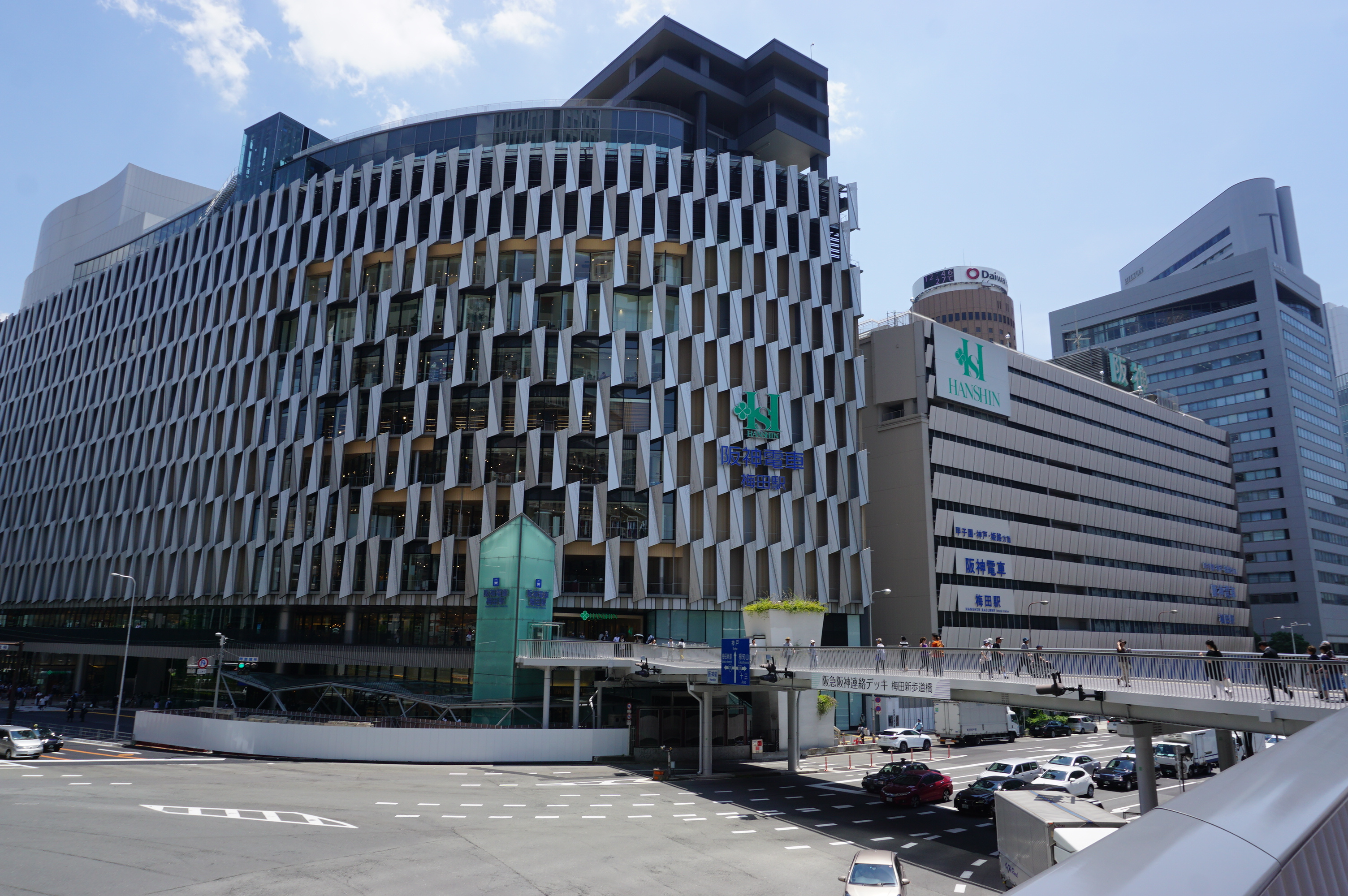
建て替え中の阪神梅田本店（右側が第I期棟）

阪神百貨店梅田本店が入居していた大阪神ビルは老朽化による耐震強度不足の為、経営統合以前は耐震補強を含む全面改装で乗り切る計画とされていたが、経営統合に伴い計画は白紙撤回された。
そして経営統合に伴って可能となった、隣接する新阪急ビルと一体的に建て替えを行う方針に切り替えられ、2008年から大阪市と協議を始めた。新阪急ビルを先行して解体、建替えてそこに阪神百貨店梅田本店を一時移転し、その後に大阪神ビルの建て替えを行う2段階方式で行う構想が浮上した。
その建て替え後の大阪神ビルと新阪急ビルは双方とも高層部はオフィスとする超高層ビルとなり、2つのビルを結ぶ連絡通路を上空に設けて一体化するツインタワーとする計画案が出されたが、商業施設やオフィスビルの供給に過剰感があること、建造物容積率の緩和を盛り込んだ都市再生特別措置法が2012年で期限切れになること等から2011年2月19日に建て替え計画の延期が発表された。
その後、2014年9月25日に梅田1丁目1番地計画（大阪神ビルディング及び新阪急ビル建替計画）の事業着手を同年10月1日から行うと発表し、10月1日から新阪急ビルの解体工事に着手した。第一期棟は2018年4月27日に竣工し、6月1日には阪神梅田本店が移転した。ビルの名称は「大阪梅田ツインタワーズ・サウス」となる。全体竣工は2022年春となった。阪急うめだ本店が入居する梅田阪急ビルも2022年の本ビルの全体竣工と共に「大阪梅田ツインタワーズ・ノース」と名称変更し、両ビルを「大阪梅田ツインタワーズ」と総称するようになった。
2022年夏には、当社および持株会社エイチ・ツー・オー リテイリングの本社も大阪梅田ツインタワーズ・サウスへ移転し、フリーアドレス席の導入などを行った。

### 特色ある店舗展開

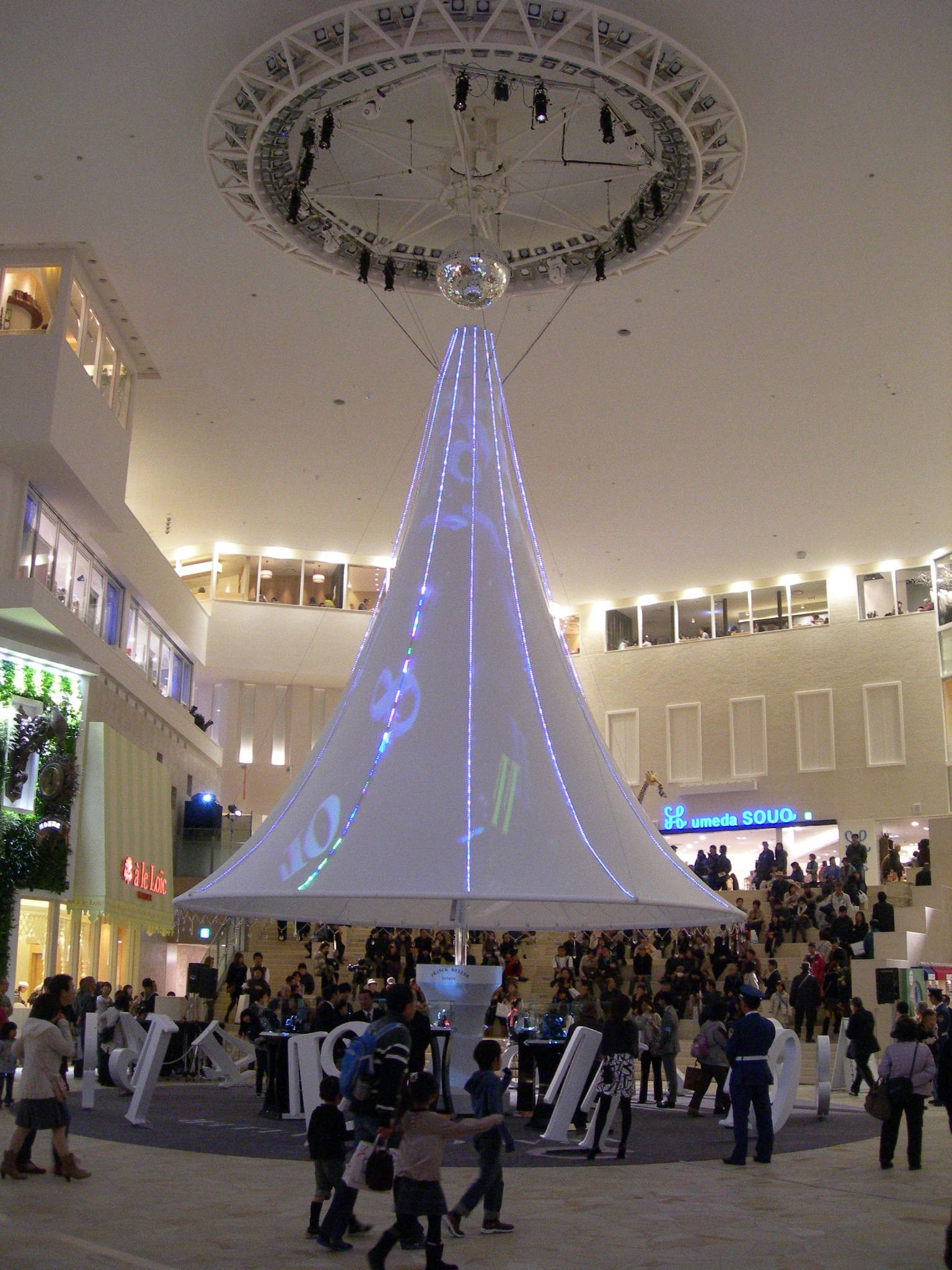
阪急うめだ本店の「祝祭広場」

京阪神（大阪）を地盤とする大丸と東海地方（名古屋）を地盤とする松坂屋のように空白地域を補完する経営統合（「大丸松坂屋」を参照）に比べ、当社の場合、阪急百貨店と阪神百貨店は本店同士が至近距離で競争を続けてきたので、統合によるメリットの薄さを指摘する声もあった。こうした点も踏まえ、阪急百貨店と阪神百貨店の差別化を図っている。特に、両本店の建て替えが完了してからは、「劇場型百貨店」として催事場のみならず、祝祭広場やうめだ阪急ギャラリーなどの特別な装置を設けた阪急うめだ本店に対し、「日常の中の幸せ」をコンセプトとして、地下1階（デパ地下）のみならず、1階も食品売場として通年で食品イベントを開く阪神梅田本店という形で棲み分けを行っている。また、阪急はハイブランドやコスメなどのファッション部門に強い高級路線、阪神はデパ地下など食品部門が強い庶民路線という違いが見られる。
支店も関西ドミナント戦略として阪急沿線を中心とする摂津エリア（高槻市から神戸市東部にかけて）に大半の店を展開している。本店との間や、支店同士で商圏が重複するので、支店同士でも差別化を図っている。例えば、神戸県最大の繁華街・三宮に立地する神戸阪急は2022年から2023年度にかけて相次いで海外高級ブランドの導入を行っているのに対し、ショッピングモール「阪急西宮ガーデンズ」内に立地する西宮阪急（兵庫県西宮市）ではメインエントランス周辺であっても、海外高級ブランドは置かず、アクセサリーや化粧品など身近な雑貨を並べている。
また、社内の他の店舗とは商圏が重複しない博多阪急でも、阪急百貨店と歴史的関係の深い岩田屋（福岡市中央区天神、三越伊勢丹HD）などと棲み分けを図っている。20代OLを中心とした若年層に低単価でも頻繁に買い物に来てもらうため、ファッションビル並みの低単価のレディスファッションを雑貨と共に扱うハカタシスターズ（現在はシスターズクローゼット）を設け、主力の婦人服売場の商品の多くを単価1万円未満に抑えるなど、競合する百貨店の品揃えと大きく異なる商品展開を行っている。

## 沿革

### 前史
- 1947年（昭和22年）3月7日 - 京阪神急行電鉄株式会社（後の阪急電鉄・法人としては現在の阪急阪神ホールディングス）より、百貨店事業を分離独立する形で、（初代）株式会社阪急百貨店として設立。

- 1957年（昭和32年）4月17日 - 阪神電気鉄道株式会社（現在は阪急阪神ホールディングス傘下）が、百貨店事業を分離独立する形で、株式会社阪神百貨店を設立（※その後1966年に、いわゆる株式額面変更目的の合併を実施）。

- 2007年（平成19年）
  - 10月1日 - 前年2006年10月の「阪急・阪神経営統合」をきっかけとして、初代株式会社阪急百貨店は、株式会社阪神百貨店を株式交換により完全子会社化[新聞 1]。それに合わせて（初代）株式会社阪急百貨店がエイチ・ツー・オー リテイリング株式会社に商号変更して、百貨店事業を会社分割（新設分割）して2代目株式会社阪急百貨店を設立し、純粋持株会社に移行[新聞 5]。持株会社の元で、阪急百貨店と阪神百貨店を経営統合した[新聞 6]。

### 会社発足以降
- 2008年（平成20年）
  - 10月1日 - 2代目株式会社阪急百貨店が株式会社阪神百貨店を吸収合併して「株式会社阪急阪神百貨店」が発足[新聞 2]。
    - 同月には、阪急阪神百貨店の合併発足記念セールの一環として、「めざせ日本一!阪神タイガース応援セール」（セントラル・リーグ・クライマックスシリーズ進出決定記念セール）が各店で開催された。

  - 10月10日 - 親会社 エイチ・ツー・オー リテイリングが髙島屋と3年以内の経営統合を目指すことで合意、資本・業務提携を行うと発表[新聞 7]。
  - 11月26日 - 阪急西宮スタジアム跡地「阪急西宮ガーデンズ」に西宮阪急が開店。
- 2009年（平成21年）
  - 4月 - 阪急百貨店のクレジット機能付きの割引カード「阪急ペルソナカード」を「阪急阪神ペルソナカード」へ名称変更[新聞 8]。
  - 阪神・御影の食品売り場の75%を阪急オアシスの経営に切替。
  - 10月20日 - JR尼崎駅前のCOCOEにあまがさき阪神を開業。
  - 秋 - スタシアカードと阪神エメラルドカードを再編・統合して阪急阪神エメラルドスタシアカードの発行を開始[新聞 9]。
- 2010年
  - 3月25日 - 親会社エイチ・ツー・オー リテイリングが髙島屋との経営統合中止を発表[11]。業務提携は新たに締結して継続[新聞 10]。
  - 8月22日 - 四条河原町阪急が閉店。
  - 10月5日 - 阪急阪神ホールディングスと共にポイントサービスを「STACIAポイント」として共通化し、金券に換えずに利用可能になる[新聞 11]。
- 2011年（平成23年）
  - 2月23日 - 熊本・県民百貨店との業務支援契約満了に伴い、熊本から撤退。なお同百貨店は、その約2年後に閉店。
  - 3月3日 - JR博多駅新駅ビル（JR博多シティ）内に博多阪急が開店。
  - 7月24日 - 阪神・御影の2階売場を閉鎖して売場面積804m2に縮小。
  - 10月15日 - 有楽町阪急をリニューアルした「阪急メンズ東京」が開店。
- 2012年（平成24年）
  - 3月11日 - 神戸ハーバーランドの神戸阪急が閉店。
  - 10月25日 - 阪急うめだ本店の新店舗・第2期分（北側部分）が先行開業。「阪急百貨店メンズ館」を「阪急メンズ大阪」に改称。
  - 11月18日 - イングス館を閉鎖。
  - 11月21日 - 阪急うめだ本店が全面的な建て替えが完了して全館開業。イングス館を8階に移設した「スポーツファッション・イングス」フロアも併せて営業開始[12]。
- 2015年（平成27年）2月17日 - 大阪梅田ツインタワーズ・サウス（I期棟）建設に伴い、この日限りで大阪神ビル東側部分を閉鎖。
- 2016年（平成28年）1月11日 - あまがさき阪神の2階売場を閉鎖、売場面積を2,855m2に縮小[13]。
- 2018年（平成30年）5月27日 - 大阪梅田ツインタワーズ・サウス（I期棟）竣工、及び同Ⅱ期棟建設に伴い、この日限りで大阪神ビル西側部分を閉鎖（旧店舗での営業終了）。
  - 6月1日 - 阪神梅田本店が大阪梅田ツインタワーズ・サウス（I期棟）において新装開業。
- 2019年（平成31年・令和元年）
  - 10月1日　- グループのエイチ・ツー・オーアセットメントから阪急阪神百貨店に、前日に営業を終了したそごう神戸店、西武高槻店を移管。神戸阪急と高槻阪急にリブランド。なお、10月4日までは開店準備のため両店とも休業。
  - 10月5日 - 三宮の神戸阪急と高槻阪急が営業開始。
- 2021年（令和3年）
  - 4月1日 - エイチ・ツー・オー アセットマネジメントのイズミヤ関連資産をエイチ・ツー・オー商業開発へ承継したうえで、同社を吸収合併[14]。
  - 8月1日 - 三田阪急を閉店
- 2022年（令和4年）4月6日 - 大阪梅田ツインタワーズ・サウス（II期棟）グランドオープン。

## 店舗一覧

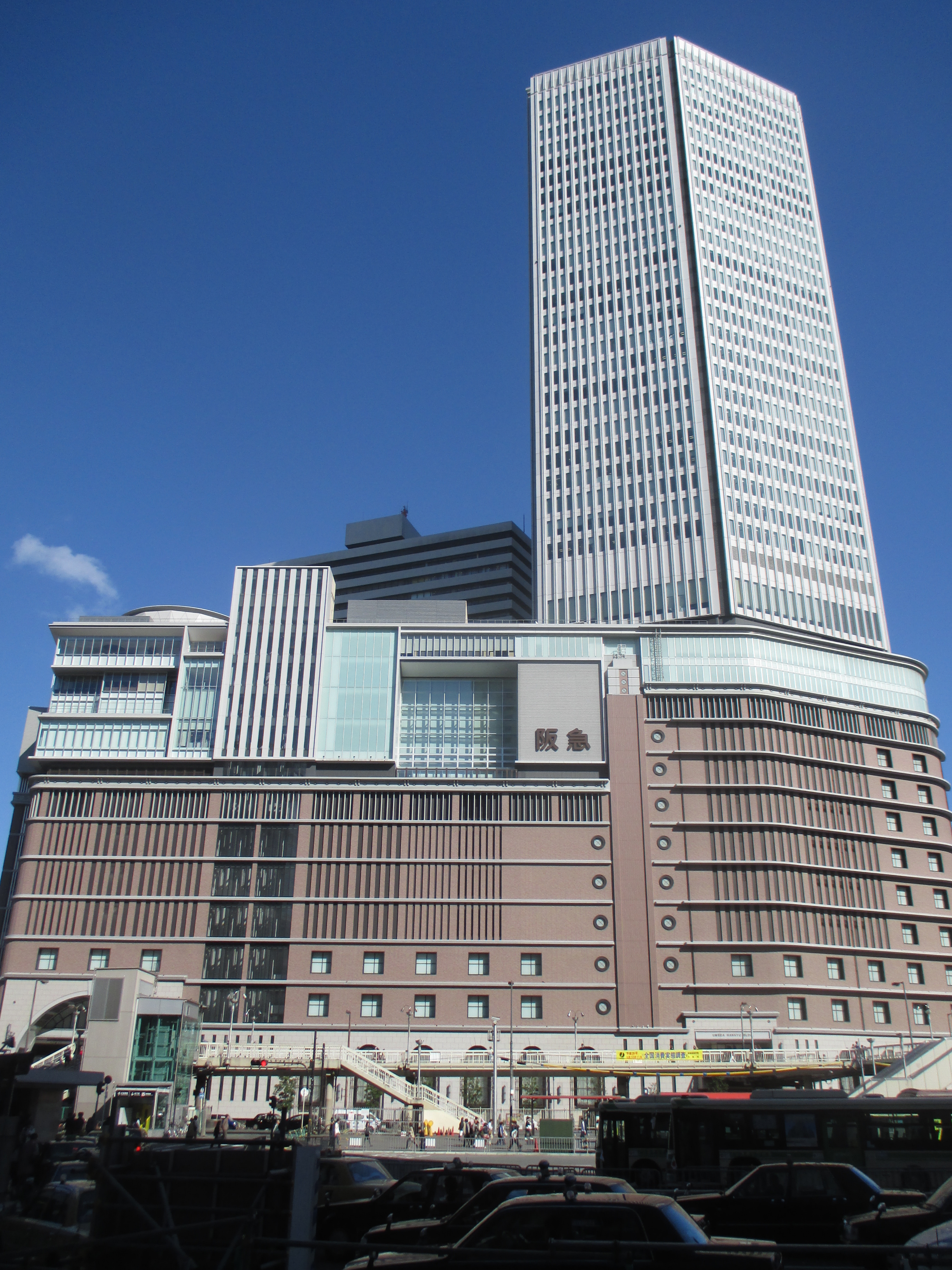
阪急うめだ本店（大阪梅田ツインタワーズ・ノース）

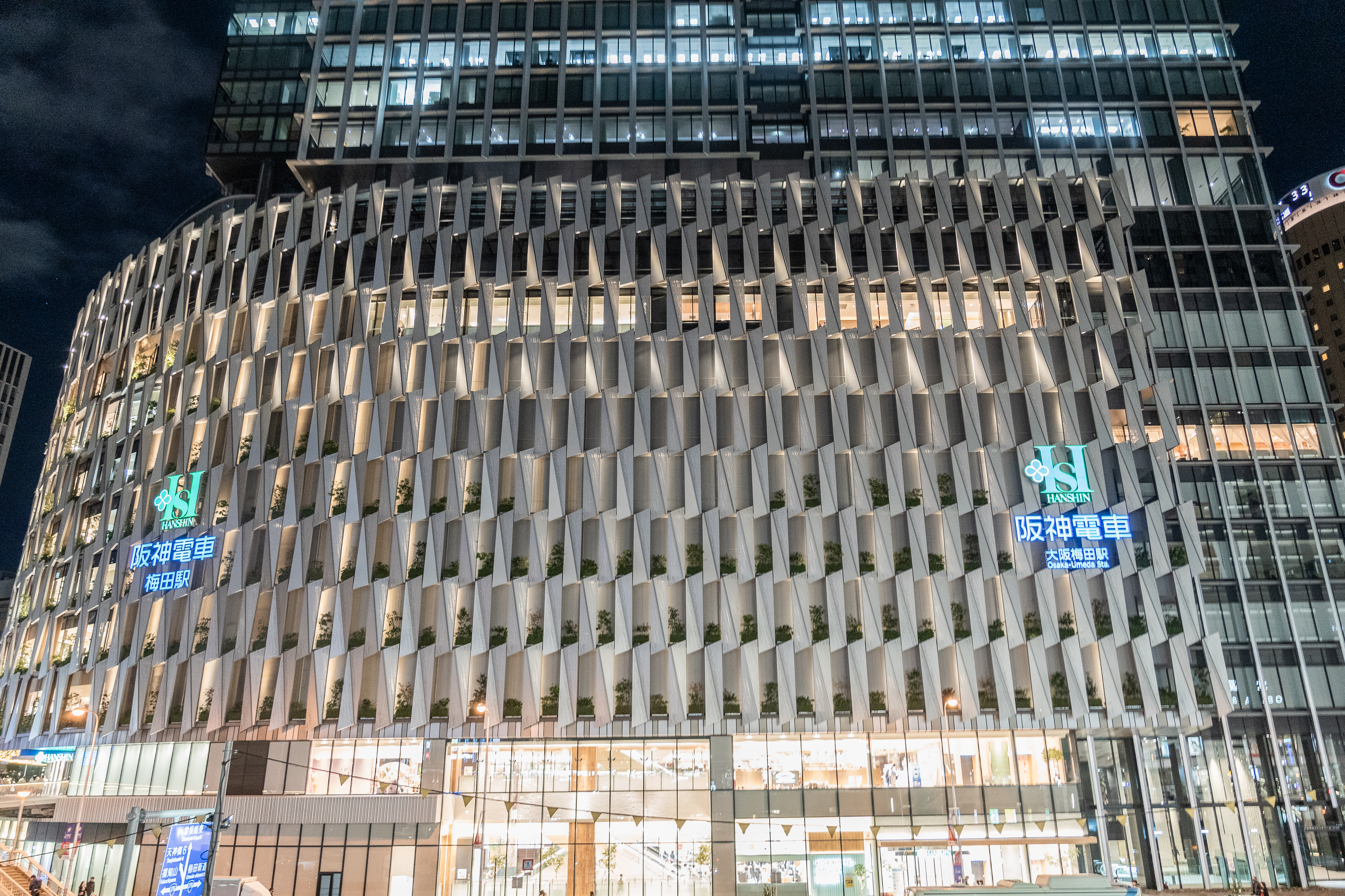
阪神梅田本店（大阪梅田ツインタワーズ・サウス）

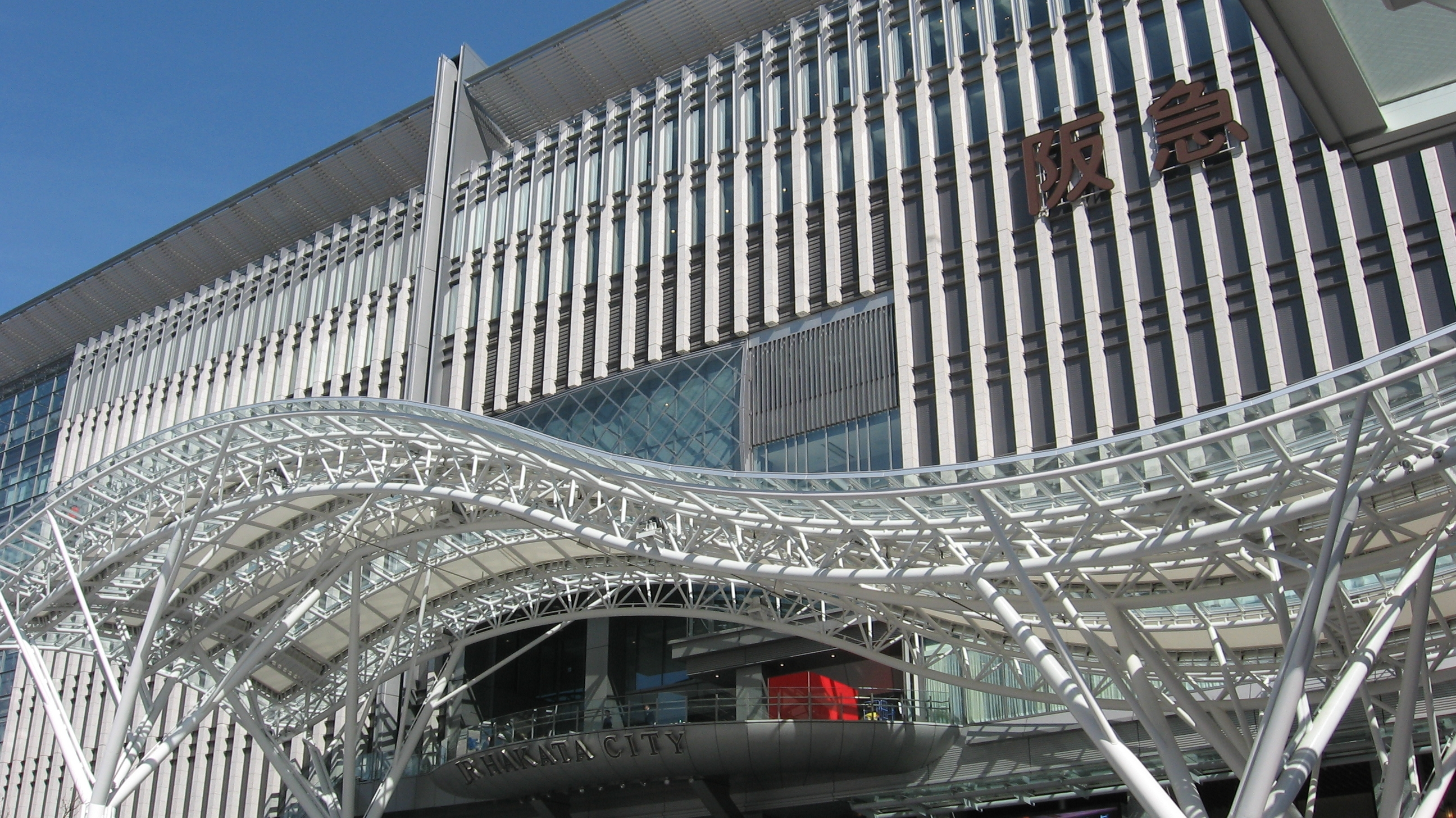
博多阪急（JR博多シティ）

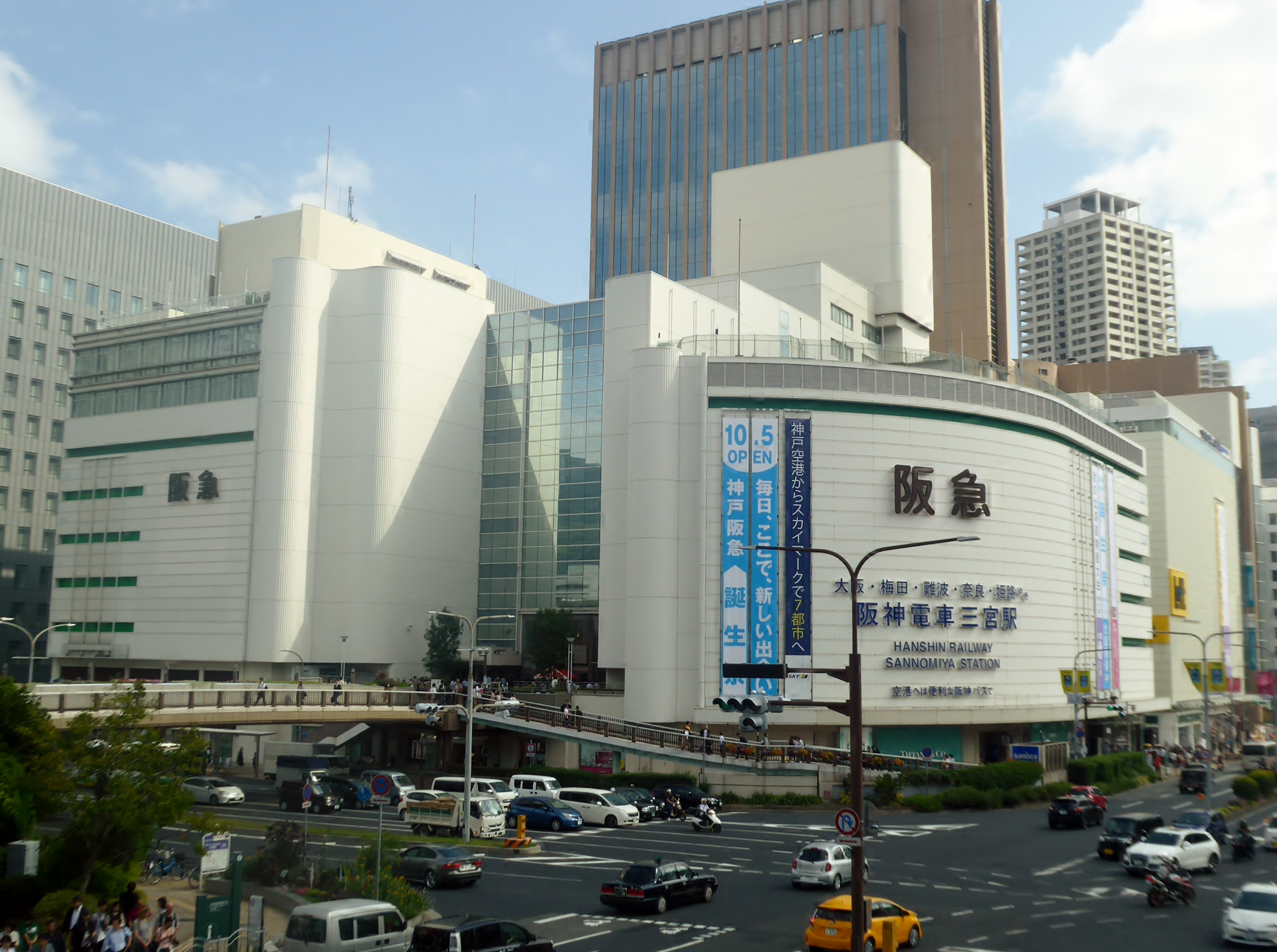
神戸阪急

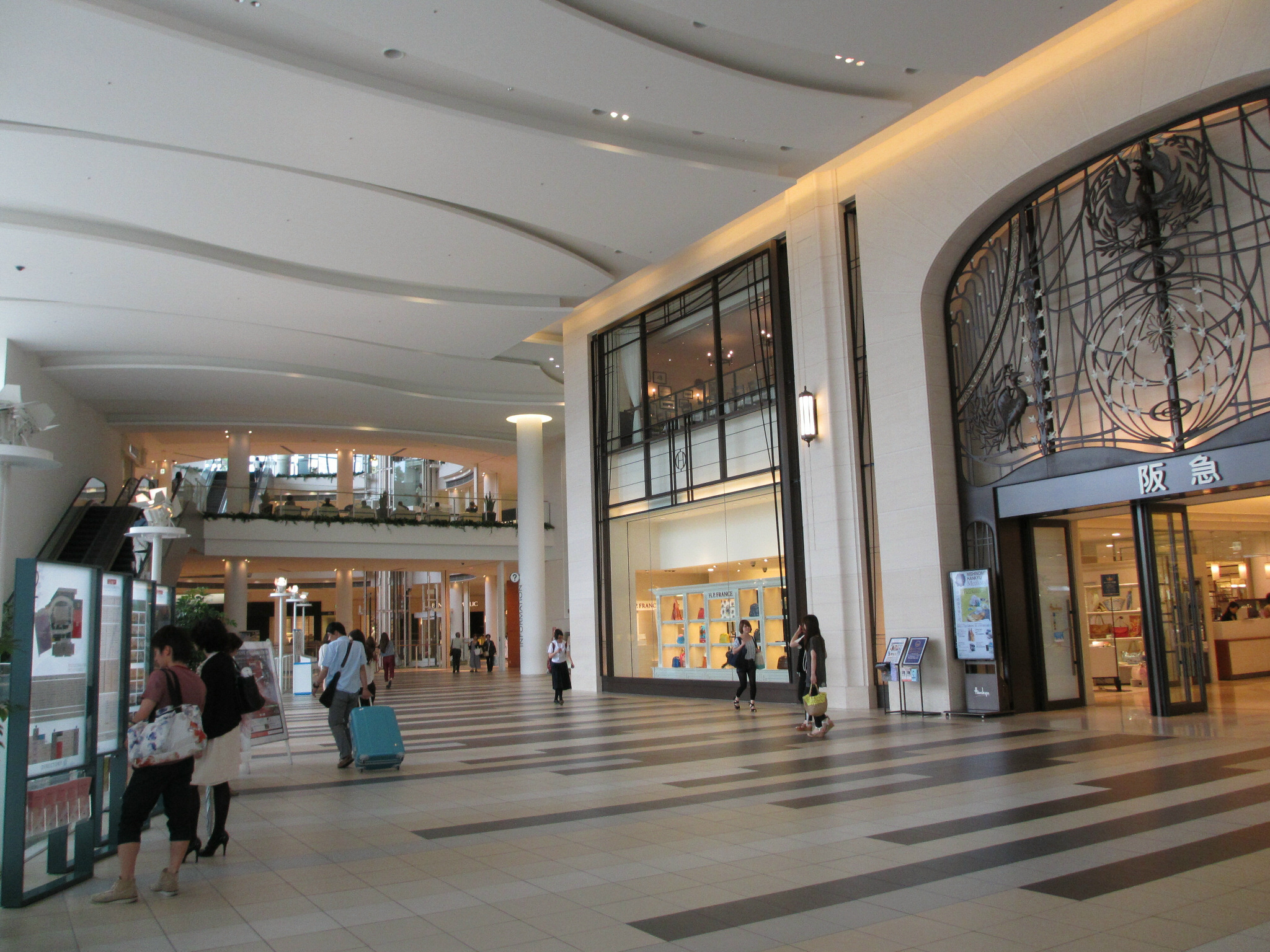
西宮阪急（阪急西宮ガーデンズ）

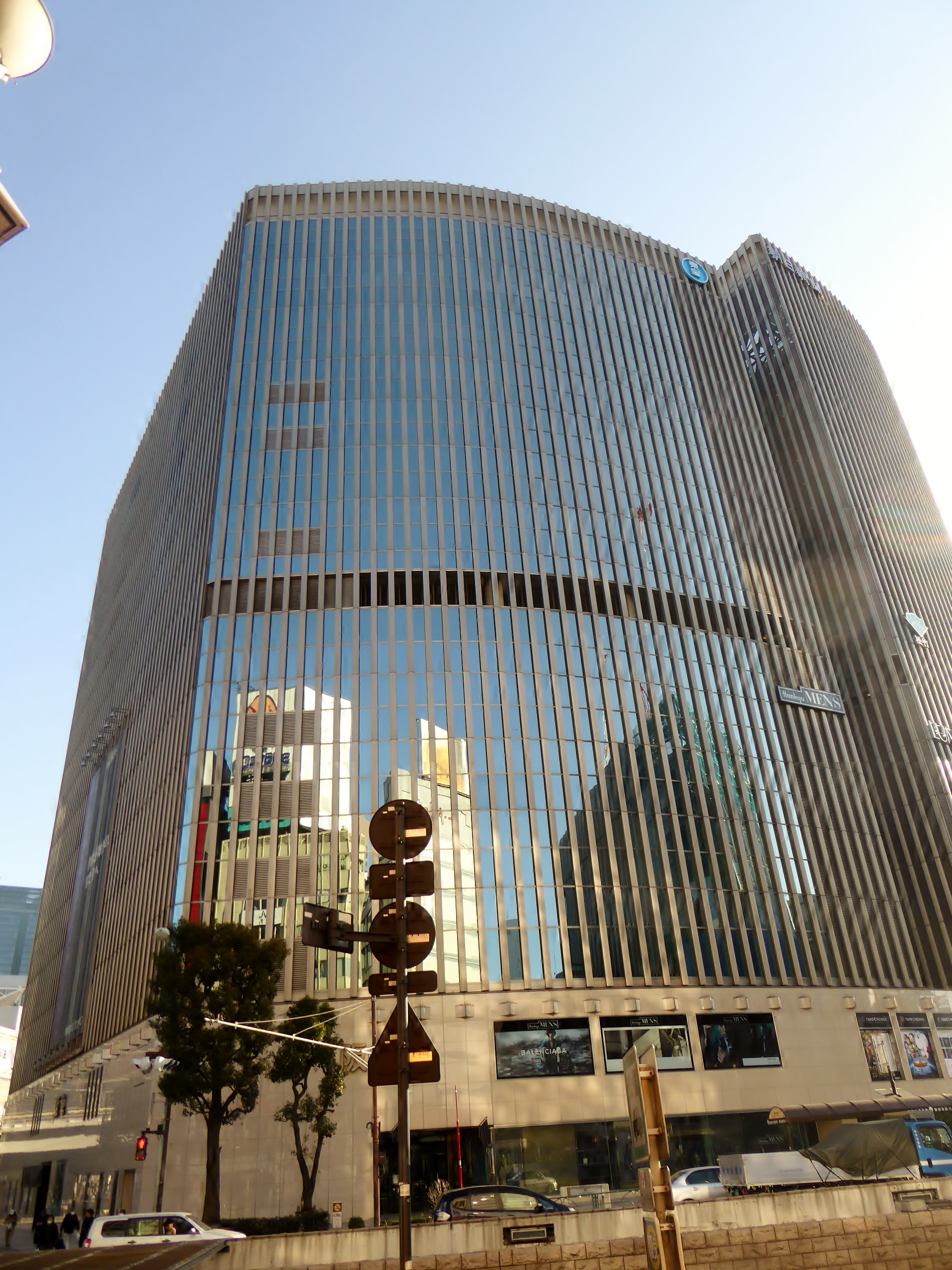
阪急メンズ東京（有楽町マリオン）

2023年3月期の年間売上高（国際会計基準適用前）は以下の通りとなっている。は、前年の売上と比較して増()、減()を表す。
| 順位 | 所属            | 店舗                 | 売上高   | 前年比 |
| ---- | --------------- | -------------------- | -------- | ------ |
| 1位  | 第1店舗グループ | 阪急百貨店うめだ本店 | 2610億円 | 130.1% |
| 2位  | 第2店舗グループ | 阪神梅田本店         | 553億円  | 195.6% |
| 3位  | 第1店舗グループ | 博多阪急             | 505億円  | 122.1% |
| 4位  | 第1店舗グループ | 神戸阪急             | 332億円  | 116.2% |
| 5位  | 第3店舗グループ | 西宮阪急             | 242億円  | 109.5% |
| 6位  | 第3店舗グループ | 高槻阪急             | 218億円  | 118.2% |
| 7位  | 第3店舗グループ | 千里阪急             | 137億円  | 104.6% |
| 8位  | 第3店舗グループ | 川西阪急             | 127億円  | 104.0% |
| 9位  | 第1店舗グループ | 阪急メンズ東京       | 120億円  | 124.2% |
| 10位 | 第3店舗グループ | 宝塚阪急             | 67億円   | 96.3%  |
| 11位 | 第3店舗グループ | 阪急大井食品館       | 44億円   | 98.5%  |
| 12位 | 第2店舗グループ | 阪神・にしのみや     | 41億円   | 96.9%  |
| 13位 | 第3店舗グループ | 都筑阪急             | 32億円   | 98.3%  |
| 14位 | 第2店舗グループ | あまがさき阪神       | 30億円   | 102.5% |
| 15位 | 第2店舗グループ | 阪神・御影           | 5億円    | 101.7% |

## かつて存在した店舗

### 阪急百貨店

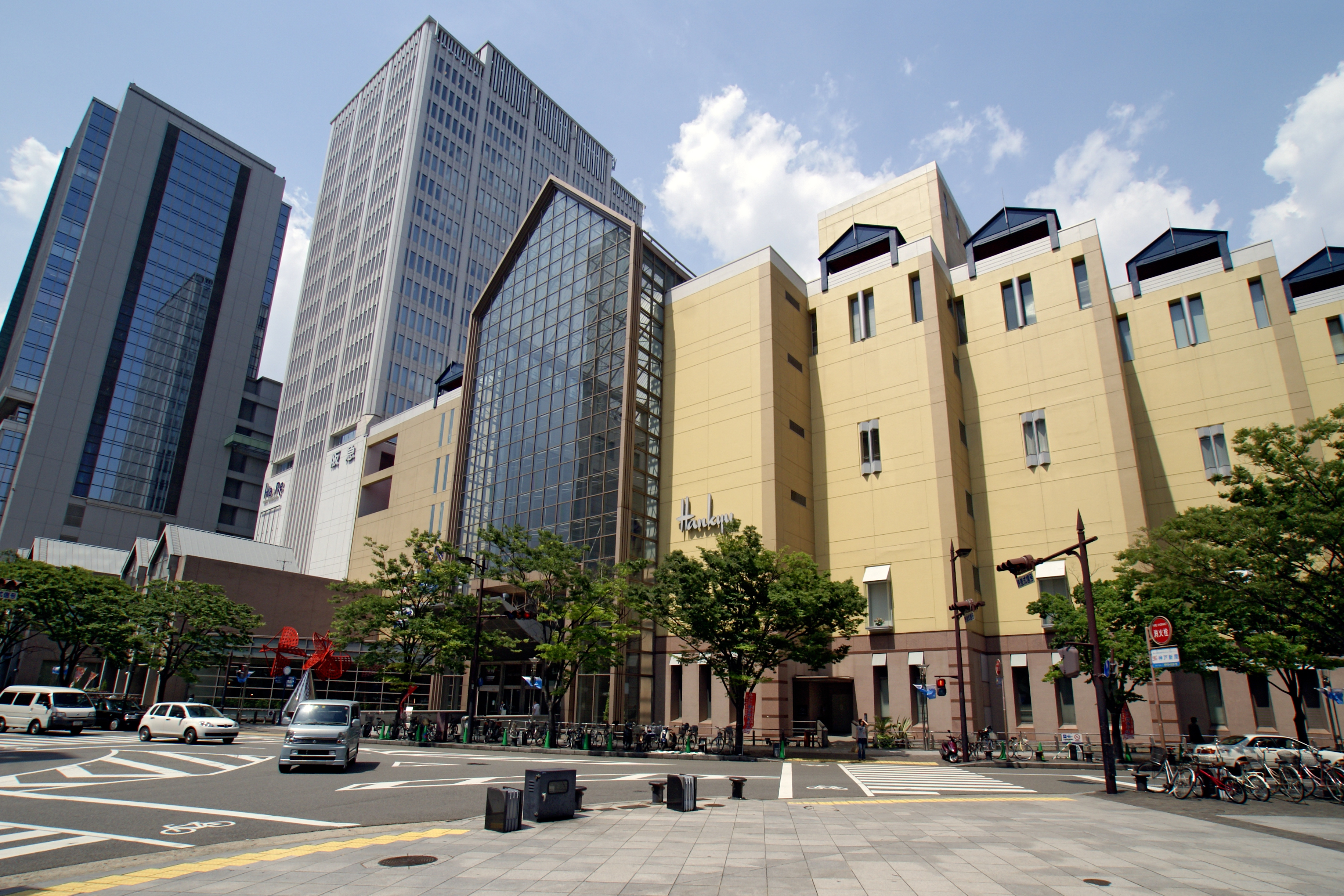
ハーバーランド時代の神戸阪急

- 四条河原町阪急 - 京都市下京区（京都住友ビル：1976年開店、2010年閉店）
- 神戸阪急 (ハーバーランド） - 神戸市中央区（神戸ハーバーランド内「ダイヤニッセイビル」：1992年開業、2012年閉店）
- 堺 北花田阪急 - 堺市北区（イオンモール堺北花田：2004年開店、2017年閉店）
- 三田阪急 - 兵庫県三田市（2005年開店、2021年閉店）

### 阪神百貨店
会社発足までに閉鎖した直営店はない。
- 阪神・さんのみや食品館 - 神戸市中央区（ミント神戸：2006年開店、2010年閉店）

## 関連人物
- 小林一三 - 阪急阪神東宝グループの実質的な創業者
- 清水雅 - 阪急百貨店（現エイチ・ツー・オー リテイリング）初代社長
- 三枝輝行 - 阪神百貨店元社長・会長

### 歴代会長・社長
| 代数  | 氏名     | 在任期間        | 出身校             |
| ----- | -------- | --------------- | ------------------ |
| 初代  | 椙岡俊一 | 2008年 - 2015年 | 慶應義塾大学商学部 |
| 第2代 | 荒木直也 | 2020年 -        | 京都大学経済学部   |

| 代数  | 氏名       | 在任期間        | 出身校               |
| ----- | ---------- | --------------- | -------------------- |
| 初代  | 新田信昭   | 2007年 - 2012年 | 関西学院大学経済学部 |
| 第2代 | 荒木直也   | 2012年 - 2020年 | 京都大学経済学部     |
| 第3代 | 山口俊比古 | 2020年 -        | 神戸商科大学商経学部 |

椙岡俊一が2015年3月31日をもって当社とエイチ・ツー・オー リテイリングの会長を退任後、2020年4月1日に荒木直也が会長に就任するまで会長職は空席であった。

### 提携先
- グランデュオ
- 松屋 (百貨店)
- 県民百貨店
- 髙島屋（ハイランドグループ）
- 近鉄百貨店

### 新聞記事
1. 1 2  “阪急・阪神百貨店が「H2O」に 1日発足”. 毎日新聞 (毎日新聞社). (2007年10月1日)
2. 1 2  “阪急と阪神が合併、10月1日「阪急阪神百貨店」に”. 読売新聞 (読売新聞社). (2008年3月27日)
3. ↑  吉野太一郎、多賀谷克彦 (2008年11月25日). “阪急西宮ガーデンズ、開業へ 阪神間の高級志向を刺激”. 朝日新聞 (朝日新聞社)
4. ↑  “博多阪急、駅ビルに開業、絶好立地、奇策で挑む、高級婦人服・外商なし”. 日経MJ (日本経済新聞社). (2011年3月4日)
5. ↑  “阪急百貨店と阪神百貨店、経営統合に基本合意 10月に新会社、ブランド力を強化”. 日本食糧新聞 (日本食糧新聞社). (2007年3月30日)
6. ↑  “阪急百貨店と阪神百貨店 10月にも経営統合 共同持ち株会社を設立”. 神戸新聞 (神戸新聞社). (2007年3月17日)
7. ↑  “高島屋と阪急阪神、資本提携へ 統合前提に株式持ち合い”. 朝日新聞 (朝日新聞社). (2008年10月10日)
8. ↑  “阪急阪神HDとH2O、共通カード発行、沿線飲食店とも連携”. 日経MJ (日本経済新聞社). (2009年2月25日)
9. ↑  “エイチ・ツー・オーリテイリング取締役執行役員森忠嗣氏(情報技術戦略を聞く)”. 日経産業新聞 (日本経済新聞社). (2009年3月31日)
10. ↑  “高島屋とH2Oリテイリング、経営統合を断念”. 日本食糧新聞 (日本食糧新聞社). (2010年3月31日)
11. ↑  “「STACIAカード」10月、阪急阪神とH2O、ポイント共通化”. 日本経済新聞 (日本経済新聞社). (2010年8月31日)